# Championnats d'Europe de marche par équipes
Les Championnats d'Europe de marche par équipes (Coupe d'Europe de marche jusqu'en 2021) est une compétition de marche athlétique organisée tous les deux ans par l'Association européenne d'athlétisme et disputée pour la première fois en 1996.

## Éditions
| N°                                          | Année                    | Lieu                     | Date                     |
| Coupe d'Europe de marche                    | Coupe d'Europe de marche | Coupe d'Europe de marche | Coupe d'Europe de marche |
| ------------------------------------------- | ------------------------ | ------------------------ | ------------------------ |
| 01                                          | 1996                     | La Corogne               | 20 avril                 |
| 02                                          | 1998                     | Dudince                  | 25 avril                 |
| 03                                          | 2000                     | Eisenhüttenstadt         | 17–18 juin               |
| 04                                          | 2001                     | Dudince                  | 19 mai                   |
| 05                                          | 2003                     | Tcheboksary              | 17–18 mai                |
| 06                                          | 2005                     | Miskolc                  | 21 mai                   |
| 07                                          | 2007                     | Leamington               | 20 mai                   |
| 08                                          | 2009                     | Metz                     | 24 mai                   |
| 09                                          | 2011                     | Olhão                    | 22 mai                   |
| 10                                          | 2013                     | Dudince                  | 19 mai                   |
| 11                                          | 2015                     | Murcie                   | 17 mai                   |
| 12                                          | 2017                     | Poděbrady                | 21 mai                   |
| 13                                          | 2019                     | Alytus                   | 19 mai                   |
| 14                                          | 2021                     | Poděbrady                | 16 mai                   |
| Championnats d'Europe de marche par équipes |                          |                          |                          |
| 15                                          | 2023                     | Poděbrady                | 21 mai                   |
| 16                                          | 2025                     | Poděbrady                | 18 mai                   |

## Palmarès

### Palmarès par équipes
Il s'agit d'une compétition par équipes où une coupe est attribuée à la nation arrivée en tête (et où les médailles individuelles n'ont pas de caractère officiel). Les 8 premières équipes sont classées. La première édition eut lieu en 1996. Les résultats par équipe étaient alors calculés en additionnant les points obtenus aux trois premiers arrivés (en fonction de leur position dans la marche). À partir de 1998, les points ont été calculés en tenant compte des trois premiers arrivés (séniors) et des deux premiers arrivés (juniors).
| Éditions | Élites Hommes                                         | Élites Femmes                                       | Juniors Hommes        | Juniors Femmes     |
| 1996     | Espagne 876 points                                    | Italie 443 points                                   | N/A                   | N/A                |
| 1998     | Espagne, 45 points                                    | Russie, 15 points                                   | N/A                   | N/A                |
| 2000     | 20 km, Espagne, 32 points 50 km, France, 12 points    | Italie, 11 points                                   | Allemagne, 5 points   | Russie, 4 points   |
| 2001     | 20 km, Russie, 13 points 50 km, Russie, 11 points     | Russie, 8 points                                    | Russie, 3 points      | Russie, 4 points   |
| 2003     | 20 km, Espagne, 13 points 50 km, Russie, 6 points     | Italie, 27 points                                   | Russie, 6 points      | Russie, 3 points   |
| 2005     | 20 km, Russie, 9 points 50 km, Russie, 6 points       | Portugal, 25 points                                 | Russie, 4 points      | Russie, 3 points   |
| 2007     | 20 km, Biélorussie, 29 points 50 km, Russie, 8 points | Biélorussie, 16 points                              | Russie, 4 points      | Russie, 3 points   |
| 2009     | 20 km, Italie, 6 points 50 km, Russie, 8 points       | Russie, 14 points                                   | Russie, 3 points      | Italie, 10 points  |
| 2011     | 20 km, Russie, 15 points 50 km, Russie, 15 points     | Russie, 14 points                                   | Ukraine, 5 points     | Russie, 3 points   |
| 2013     | 20 km, Russie, 20 points 50 km, Russie, 12 points     | Russie, 6 points                                    | Russie, 3 points      | Russie, 3 points   |
| 2015     | 20 km, Allemagne, 32 points 50 km, Russie, 8 points   | Russie, 9 points                                    | Espagne, 4 points     | Russie, 3 points   |
| 2017     | 20 km, Espagne, 30 points 50 km, Ukraine, 9 points    | Espagne, 18 points                                  | Biélorussie, 9 points | Espagne, 10 points |
| 2019     | 20 km, Espagne, 14 points 50 km, Ukraine, 26 points   | 20 km, Espagne, 16 points 50 km, Ukraine, 18 points | Italie, 7 points      | Turquie, 3 points  |
| 2021     | 20 km, Espagne, 9 points 50 km, Italie, 23 points     | 20 km, Espagne, 9 points 35 km, Italie, 13 points   | Espagne, 3 points     | Turquie, 3 points  |

### Classements individuels

#### 20 km hommes
| Éditions | Médaille d'or                             | Médaille d'argent                           | Médaille de bronze                             |
| 1996     | Robert Korzeniowski (POL) 1 h 21 min 46 s | Daniel Plaza (ESP) 1 h 21 min 47 s          | Fernando Vázquez (ESP) 1 h 21 min 48 s         |
| 1998     | Paquillo Fernández (ESP) 1 h 20 min 31 s  | Robert Korzeniowski (POL) 1 h 20 min 40 s   | Aigars Fadejevs (LAT) 1 h 20 min 44 s          |
| 2000     | Robert Korzeniowski (POL) 1 h 18 min 29 s | Andreas Erm (GER) 1 h 18 min 42 s           | Paquillo Fernández (ESP) 1 h 18 min 56 s       |
| 2001     | Viktor Burayev (RUS) 1 h 19 min 30 s      | Yevgeniy Misyulya (BLR) 1 h 19 min 45 s     | Andreas Erm (GER) 1 h 19 min 51 s              |
| 2003     | Paquillo Fernández (ESP) 1 h 19 min 48 s  | Alessandro Gandellini (ITA) 1 h 20 min 52 s | Vladimir Andreyev (RUS) 1 h 20 min 56 s        |
| 2005     | Ilya Markov (RUS) 1 h 20 min 50 s         | Juan Manuel Molina (ESP) 1 h 20 min 54 s    | Vladimir Stankin (RUS) 1 h 21 min 28 s         |
| 2007     | Yohann Diniz (FRA) 1 h 18 min 58 s        | Ivano Brugnetti (ITA) 1 h 19 min 36 s       | Igor Yerokhin (RUS) 1 h 20 min 01 s            |
| 2009     | Giorgio Rubino (ITA) 1 h 24 min 06 s      | Ivano Brugnetti (ITA) 1 h 24 min 54 s       | Jean-Jacques Nkouloukidi (ITA) 1 h 25 min 07 s |
| 2011     | Matej Tóth (SVK) 1 h 23 min 53 s          | Jakub Jelonek (POL) 1 h 23 min 59 s         | Benjamín Sánchez (ESP) 1 h 24 min 12 s         |
| 2013     | Denis Strelkov (RUS) 1 h 21 min 41 s      | Miguel Ángel López (ESP) 1 h 21 min 49 s    | Matej Tóth (SVK) 1 h 21 min 52 s               |
| 2015     | Miguel Ángel López (ESP) 1 h 19 min 52 s  | Matej Tóth (SVK) 1 h 20 min 21 s            | Yohann Diniz (FRA) 1 h 20 min 37 s             |
| 2017     | Christopher Linke (GER) 1 h 19 min 28 s   | Miguel Ángel López (ESP) 1 h 20 min 21 s    | Perseus Karlström (SWE) 1 h 20 min 40 s        |
| 2019     | Perseus Karlström (SWE) 1 h 19 min 54 s   | Vasiliy Mizinov (ANA) 1 h 20 min 18 s       | Diego García (ESP) 1 h 20 min 23 s             |
| 2021     | Perseus Karlström (SWE) 1 h 18 min 54 s   | Álvaro Martín (ESP) 1 h 19 min 14 s         | Diego García (ESP) 1 h 19 min 19 s             |

#### 50 km hommes
| Éditions | Médaille d'or                            | Médaille d'argent                        | Médaille de bronze                        |
| 1996     | Jesús Ángel García (ESP) 3 h 51 min 01 s | Arturo Di Mezza (ITA) 3 h 52 min 36 s    | Stanislaw Stosik (POL) 3 h 54 min 35 s    |
| 1998     | Tomasz Lipiec (POL) 3 h 42 min 57 s      | Jesús Ángel García (ESP) 3 h 43 min 17 s | Giovanni Perricelli (ITA) 3 h 44 min 17 s |
| 2000     | Jesús Ángel García (ESP) 3 h 42 min 51 s | Yevgeniy Shmalyuk (RUS) 3 h 44 min 33 s  | Denis Langlois (FRA) 3 h 47 min 38 s      |
| 2001     | Jesús Ángel García (ESP) 3 h 44 min 26 s | Nikolay Matyukhin (RUS) 3 h 45 min 48 s  | Vladimir Potemin (RUS) 3 h 46 min 12 s    |
| 2003     | German Skurygin (RUS) 3 h 47 min 50 s    | Aleksey Voyevodin (RUS) 3 h 48 min 43 s  | Semyon Lovkin (RUS) 3 h 51 min 36 s       |
| 2005     | Aleksey Voyevodin (RUS) 3 h 41 min 03 s  | Sergey Kirdyapkin (RUS) 3 h 41 min 11 s  | Yuriy Andronov (RUS) 3 h 42 min 34 s      |
| 2007     | Vladimir Kanaykin (RUS) 3 h 40 min 57 s  | Trond Nymark (NOR) 3 h 41 min 31 s       | Oleg Kistkin (RUS) 3 h 41 min 51 s        |
| 2009     | Denis Nizhegorodov (RUS) 3 h 42 min 47 s | Jesús Ángel García (ESP) 3 h 46 min 27 s | Yuriy Andronov (RUS) 3 h 49 min 09 s      |
| 2011     | Denis Nizhegorodov (RUS) 3 h 45 min 58 s | Igor Erokhin (RUS) 3 h 49 min 05 s       | Marco De Luca (ITA) 3 h 50 min 13 s       |
| 2013     | Yohann Diniz (FRA) 3 h 41 min 08 s       | Mikhail Ryzhov (RUS) 3 h 44 min 42 s     | Ivan Noskov (RUS) 3 h 45 min 32 s         |
| 2015     | Mikhail Ryzhov (RUS) 3 h 43 min 32 s     | Ivan Noskov (RUS) 3 h 43 min 57 s        | Marco De Luca (ITA) 3 h 46 min 21 s       |
| 2017     | Ivan Banzeruk (UKR) 3 h 48 min 15 s      | Ihor Hlavan (UKR) 3 h 48 min 38 s        | Michele Antonelli (ITA) 3 h 49 min 07 s   |
| 2019     | Yohann Diniz (FRA) 3 h 37 min 43 s       | Dzmitry Dziubin (BLR) 3 h 45 min 51 s    | João Vieira (POR) 3 h 46 min 38 s         |
| 2021     | Marc Tur (ESP) 3 h 47 min 40 s           | Aleksi Ojala (FIN) 3 h 48 min 25 s       | Andrea Agrusti (ITA) 3 h 49 min 52 s      |

#### 10 km femmes
| Éditions | Médaille d'or            | Médaille d'argent         | Médaille de bronze  |
| 1996     | Annarita Sidoti (ITA)    | Rossella Giordano (ITA)   | Susana Feitor (POR) |
| 1998     | Nadezhda Ryashkina (RUS) | Maria Rozsa-Urbanik (HUN) | Claudia Iovan (ROU) |

#### 20 km femmes
| Éditions | Médaille d'or                                | Médaille d'argent                        | Médaille de bronze                        |
| 2000     | Olimpiada Ivanova (RUS)                      | Elisabetta Perrone (ITA)                 | Kjersti Tysse-Plätzer (NOR)               |
| 2001     | Olimpiada Ivanova (RUS)                      | Natalya Fedoskina (RUS)                  | Elisabetta Perrone (ITA)                  |
| 2003     | Yelena Nikolayeva (RUS)                      | Elisabetta Perrone (ITA)                 | Maria Vasco (ESP)                         |
| 2005     | Olimpiada Ivanova (RUS)                      | Susana Feitor (POR)                      | Elisa Rigaudo (ITA)                       |
| 2007     | Ryta Turava (BLR) 1 h 27 min 52 s            | Olga Kaniskina (RUS) 1 h 28 min 13 s     | Elena Ginko (BLR) 1 h 28 min 29 s         |
| 2009     | Maria Vasco (ESP) 1 h 32 min 53 s            | Anisya Kirdyapkina (RUS) 1 h 33 min 28 s | Kristina Saltanovič (LTU) 1 h 34 min 17 s |
| 2011     | Vera Sokolova (RUS) 1 h 30 min 02 s          | Anisya Kirdyapkina (RUS) 1 h 30 min 41 s | Elisa Rigaudo (ITA) 1 h 30 min 55 s (SB)  |
| 2013     | Anisya Kirdyapkina (RUS) 1 h 28 min 40 s     | Vera Sokolova (RUS) 1 h 29 min 19 s      | Marina Pandakova (RUS) 1 h 29 min 38 s    |
| 2015     | Elmira Alembekova (RUS) 1 h 26 min 15 s      | Eleonora Giorgi (ITA) 1 h 26 min 17 s    | Svetlana Vasilyeva (RUS) 1 h 26 min 31 s  |
| 2017     | Antonella Palmisano (ITA) 1 h 27 min 57 s    | Ana Cabecinha (POR) 1 h 29 min 44 s      | Laura García-Caro (ESP) 1 h 29 min 57 s   |
| 2019     | Živilė Vaiciukevičiūtė (LTU) 1 h 29 min 48 s | Laura García-Caro (ESP) 1 h 29 min 55 s  | Raquel González (ESP) 1 h 30 min 17 s     |
| 2021     | Antonella Palmisano (ITA) 1 h 27 min 42 s    | María Pérez (ESP) 1 h 28 min 03 s        | Laura García-Caro (ESP) 1 h 28 min 07 s   |

#### 35 km femmes
| Éditions | Médaille d'or                            | Médaille d'argent                     | Médaille de bronze                   |
| 2021     | Antigoni Drisbioti (GRE) 2 h 49 min 55 s | Eleonora Giorgi (ITA) 2 h 51 min 05 s | Lidia Barcella (ITA) 2 h 51 min 50 s |

#### 50 km femmes
| Éditions | Médaille d'or                         | Médaille d'argent                  | Médaille de bronze                   |
| 2019     | Eleonora Giorgi (ITA) 4 h 04 min 50 s | Júlia Takács (ESP) 4 h 05 min 46 s | Inês Henriques (POR) 4 h 13 min 57 s |